# Admisión simultánea de nuevos graduados en Japón

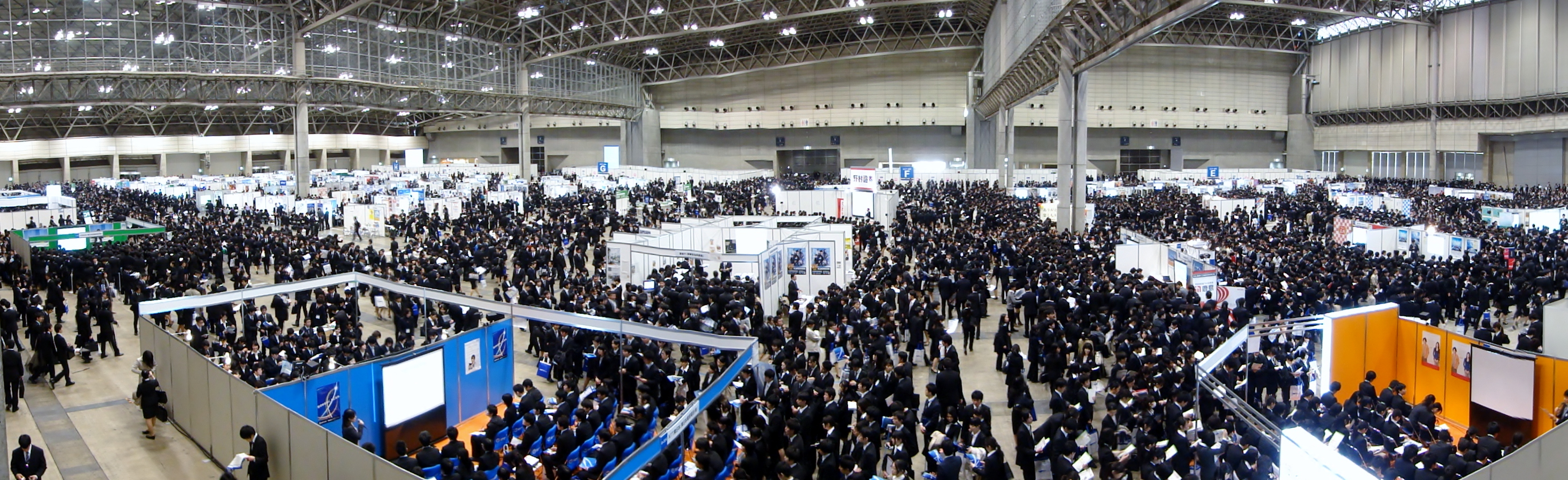
Feria de empleo en Japón donde se realiza la "admisión simultánea de nuevos graduados". En las ferias es obligatorio usar vestuario tipo ejecutivo, llamado "vestuario de reclutamiento".

La admisión simultánea de nuevos graduados (新卒一括採用 shinsotsu ikkatsu saiyō?) es una costumbre del empleo por el cual las compañías admiten solamente a los nuevos graduados una vez al año y los emplean. Esta costumbre es única en Japón y Corea del Sur. Debido al milagro japonés, se ha generalizado esta costumbre para que las compañías aseguraran empleados constantemente cada año.
En estos países la mayoría de los estudiantes hacen la búsqueda de empleo durante de que están matriculados en la universidad o el colegio para conseguir las promesas informales del empleo. Como las compañías tienden a admitir solamente los nuevos graduados, si algunos estudiantes no han buscado el empleo, ellos tienden a quedar matriculados en la universidad el próximo año. La mayoría de las compañías no dan importencia a la nota académica ni la experiencia de la universidad prefiriendo entrenarlos dentro las compañías. El prestigio del estudiante tiende a determinar su éxito de la vida. Se crea que este sistema fue heredado del sistema de examen imperial chino. Al contrario en otros países generalmente la gente tiende a hacer la búsqueda de empleo inmediatamente antes o después de graduarse y las compañías no discriminan a las personas que no son recién graduadas.
Esta costumbre es característica entre las gran compañías para admitir sólo nuevos graduados en grupo, reemplezar los retirados por ellos, y aclimatarlos a las compañías. Pero el número varía mucho según los años. Las administraciones personales admiten un grupo de nuevos graduados mecánicamente cada año. Por ejemplo, Toyota ha admitido más de 1,500 nuevos graduados en 2010 y el número de novatos era casi la mitad de lo del año anterior. Toyota ha planeado reducirlo menos al número de 1,200 en 2011. La compañía puede ofrecer más trabajos después, pero las personas que se han perdido la actual oportunidad tendrán la poca oportunidad porque se la quitarán los nuevos graduados del año siguiente. Esta costumbre también hace a los estudiantes repetir cursos en la universidad sólo para buscar trabajo otra vez o hace a muchas personas sólo trabajan por horas en vez de apoyar la economía doméstica como consumidores seguros y trabajadores productivos en Japón del envejecimiento.

## Crítica
En la sociedad japonesa el valor de educación superior es extremadamente bajo. Aunque una persona haya tenido el doctorado en ciencia él no podrá esperar ganar un trabajo honorable. La costumbre única de la admisión de nuevos graduados en Japón produce muchos problemas sociales.
Si un estudiante no puede decidir en la ocupación después de graduarse de la universidad, él se enfrentará con mucha dificultad en buscar un trabajo porque la mayoría de compañías japonesas admiten los que están previstos que se gradúan la próxima primavera. Hoy día más estudiantes del último grado de universidad deciden repetir cursos para evitar que las compañías les han catalogado como "graduados anteriores". En esta costumbre las compañías japonesas tienden a discriminar los estudiantes que estudian en extranjero o los que se han graduado antes.
Hay muchas críticas sobre esta costumbre. Un profesor lo critica; "Si la situación económica está baja en el momento de graduación y muchos graduados no pueden ganar trabajos, esta costumbre causará la desigualdad de oportunidades y las personas de este grupo de generación quedarán desempleadas por mucho tiempo." Otro profesor lo critica; "Si este costumbre se junta con el empleo permanente, se producirá el mercado exclusivo de empleo que los cambios de profesión o empresas son difíciles, entonces los empleados tenderán a seguir cualquier orden irrazonable de la compañía para que no sean despedidos." "El trabajo que una persona obtiene en el momento de graduación puede decidir toda su vida en Japón" comenta un profesor de la Facultad de Educación de la Universidad de Tokio.
Japón se clasifica en 19 lugar entre los 19 países de OCDE en lo que respecta a la libertad de elección de la vida.